# Gert Günther Hoffmann
Gert Günther Hoffmann

Link zum Bild

Gert Günther Hoffmann (* 21. Februar 1929 in Berlin-Lankwitz; † 17. November 1997 in Feldafing) war ein deutscher Schauspieler, Synchronsprecher und Synchronregisseur.

## Leben und Werk
Hoffmann absolvierte eine Lehre als Kaufmann, wechselte dann als Sprecher zum Berliner Rundfunk. Nach dem Besuch einer Schauspielschule war er an verschiedenen Berliner Bühnen engagiert, so am Renaissance-Theater, Berliner Theater und Hebbel-Theater. Neben Rudolf Platte und Gytta Schubert trat er im Berliner Hebbel-Theater in der Komödie Das Geld liegt auf der Bank auf. 1951 bekam er eine Filmrolle in Das Bankett der Schmuggler. Große Rollen konnte Hoffmann bei Theater und Film aber nicht bekommen. Deshalb verlagerte er seinen beruflichen Schwerpunkt auf die Synchronisation von Filmen.
Am häufigsten lieh er Sean Connery, William Shatner (Captain Kirk), Michel Piccoli, Lex Barker (Old Shatterhand und Kara Ben Nemsi), Paul Newman und Rock Hudson seine Stimme. Ebenso war er vereinzelt auch bei Rollen von Franco Nero (Django), Patrick McGoohan, Frank Sinatra, Kirk Douglas, Clint Eastwood (Zwei glorreiche Halunken), Marlon Brando (Meuterei auf der Bounty), Terence Hill (Allein gegen das Gesetz) und Charles Tingwell (Vier Frauen und ein Mord) im Einsatz. Gert Günther Hoffmann war die deutsche Stimme von James Bond in den Filmen zwei bis sieben (Liebesgrüße aus Moskau bis Diamantenfieber). Er synchronisierte damit in der Reihe sowohl Connery als auch George Lazenby. Der Film mit George Lazenby (Im Geheimdienst Ihrer Majestät) wurde später jedoch in Teilen neu vertont. Dabei kam auch ein anderer Synchronsprecher für die Rolle des Geheimagenten zum Einsatz.
In Serien sprach Hoffmann unter anderem Patrick Macnee (in Mit Schirm, Charme und Melone), Francis Matthews (als Paul Temple in der gleichnamigen Fernsehserie) und Raymond Burr als Perry Mason. Außerdem war er die Erzählstimme in der Zeichentrickserie Der rosarote Panther („Heute ist nicht alle Tage, ich komm’ wieder, keine Frage!“) sowie Erzähler und Stimme des Hauptdarstellers in dem Filmklassiker Moby Dick.
Ein Umzug von West-Berlin nach München 1970 gab seiner Karriere als Schauspieler neuen Schub. Er übernahm elf Jahre lang die Rolle des Kriminalhauptmeisters Arnold Matofski in der ARD-Krimiserie Sonderdezernat K1. 1972 spielte er im SR-Fernsehspiel Tod im Studio sowie 1976 im Spielfilm Der starke Ferdinand eine Hauptrolle. Gert Günther Hoffmann starb 1997 nach langer Krankheit im Alter von 68 Jahren. Er wurde auf dem Friedhof in Oberhaching (Landkreis München) beigesetzt.

## Filmografie als Schauspieler
- 1952: Das Bankett der Schmuggler (Le Banquet des fraudeurs)
- 1954: Das ideale Brautpaar
- 1955: Liebe ohne Illusion
- 1959: Am Tag, als der Regen kam
- 1960: Das Fenster zum Flur
- 1960: Brennender Sand
- 1961: Lebensborn
- 1961: Hoffnung ist ein Ding mit Federn
- 1961: Ihr schönster Tag
- 1962: Der Kronanwalt
- 1963: Meine Frau Susanne (Serie) – Das Ehe-ABC
- 1964: Hafenpolizei (Serie) – Die Dame aus Hongkong
- 1965: Es geschah in Berlin (Serie, 3 Folgen)
- 1966: Um null Uhr schnappt die Falle zu
- 1966: Ein Mädchen von heute
- 1966: Förster Horn – Ein gemütlicher Sonntag (Serie)
- 1967: Crumbles letzte Chance
- 1967: Keine Leiche ohne Lily
- 1968: Die fünfte Kolonne (Serie) – Eine Million auf Nummernkonto
- 1968: Ich spreng’ Euch alle in die Luft – Inspektor Blomfields Fall Nr. 1
- 1970: Eine Kugel für den Kommissar (Serie Der Kommissar)
- 1971: Stückgut
- 1971: Das Geld liegt auf der Bank
- 1971: Hamburg Transit (Serie) – Der billige Jakob
- 1972: Tod im Studio (Fernsehfilm)[2]
- 1972–1982: Sonderdezernat K1 (Serie, 23 Folgen)
- 1973: Die schwarze Hand (Serie Lokaltermin)
- 1974: Eine Sekretärin (Serie Hamburg Transit)
- 1974: Die 7-Tage-Woche des Drahtwebers Rolf Piechotta
- 1975: LH 615 – Operation München
- 1975: Heimkehr (Serie Motiv Liebe)
- 1976: Der starke Ferdinand
- 1977: Es muß nicht immer Kaviar sein (Serie)
- 1977: Heinrich Zille
- 1981: Der Fuchs von Övelgönne (Serie, 12 Folgen)
- 1983: Hanna von acht bis acht
- 1983: Totalschaden garantiert (Serie Kommissariat 9)
- 1984: Die Verführung (Derrick, Folge 110)
- 1984: Das leise Gift
- 1985: Flüstermord (Serie Der Alte)
- 1994: Tatort – Geschlossene Akten
- 1996: Außer Dienst (Serie SOKO 5113)

## Ludografie
- 1995: Shannara